# Serixia batchianensis
Serixia batchianensis là một loài bọ cánh cứng trong họ Cerambycidae.